# In compagnia del lupo - Il cuore nero delle fiabe
In compagnia del lupo - Il cuore nero delle fiabe è un programma televisivo condotto da Carlo Lucarelli, in onda sul canale Sky Arte. Ideata da Carlo Lucarelli e Mauro Smocovich, e creata da Carlo Lucarelli, Beatrice Renzi, Sara Olivieri e Antonio Monti, la serie televisiva si avvale della regia di Antonio Monti.

## Trama
Carlo Lucarelli racconta l'origine e i risvolti  delle maggiori fiabe, svelando – con l’accompagnamento di illustrazioni animate – i risvolti insoliti, avventurosi, talvolta terribili e spaventosi che si celano al loro interno, nella vita dei loro autori, nei fatti di cronaca che le hanno ispirate, nei costumi delle epoche in cui sono nate.

## Episodi
| n° | Titolo                                         | Prima TV         |
| -- | ---------------------------------------------- | ---------------- |
| 1  | Cappuccetto rosso e i lupi mannari             | 15 febbraio 2021 |
| 2  | Il Piccolo Principe - Una misteriosa scomparsa | 15 febbraio 2021 |
| 3  | Barbablù anzi Gilles de Rais                   | 22 febbraio 2021 |
| 4  | La Bella e Pedro La Bestia                     | 1 marzo 2021     |
| 5  | I fratelli Grimm e le bambine coraggiose       | 8 marzo 2021     |
| 6  | Peter Pan - L'angelo della morte               | 15 marzo 2021    |
| 7  | Andersen - Il brutto anatroccolo               | 22 marzo 2021    |
| 8  | Hansel e Gretel - La vera storia               | 29 marzo 2021    |

| n° | Titolo                                  | Prima TV         |
| -- | --------------------------------------- | ---------------- |
| 1  | La Bella Addormentata e l'incubo        | 22 febbraio 2022 |
| 2  | Le streghe son tornate                  | 22 febbraio 2022 |
| 3  | Biancaneve che visse quattro volte      | 1 marzo 2022     |
| 4  | La Baba Jaga                            | 8 marzo 2022     |
| 5  | Raperonzolo, murata viva                | 15 marzo 2022    |
| 6  | Quasimodo, il mostro di Notre-Dame      | 22 marzo 2022    |
| 7  | Il Pifferaio Magico, mistero senza fine | 29 marzo 2022    |
| 8  | Mulan, l’immortale                      | 5 aprile 2022    |

| n° | Titolo                         | Prima TV         |
| -- | ------------------------------ | ---------------- |
| 1  | Il lato oscuro di Babbo Natale | 23 dicembre 2021 |